# Joaquima Costa Pujol
Joaquima Costa Pujol (Barcelona, 1905 - ?) fou una pintora paisatgista i marinista de la primera meitat del segle XX a Barcelona. Es forma artísticament a l'Escola de Belles Arts de la ciutat comtal. Participà a l'Exposició de Primavera, al Saló de Montjuïc de 1935 i 1936, rebent un guardó en aquesta última. També participà a les Exposicions Nacionals dels anys 1942 i 1944. L'any 1941 exposà a la Sala Caralt de Barcelona.